# كاستل ديل جوديشي
كاستل ديل جوديشي هي بلدية في مقاطعة إزرنية في منطقة مليزة بجنوب إيطاليا، وتقع على بعد حوالي 50 كيلومتر (31 ميل) شمال غرب كمبباسة وحوالي 30 كيلومتر (19 ميل) شمال إزرنية.
تقع البلدية على حدود البلديات التالية: أتيليتا، كابراكوتا، غامبيرالي، سان بيترو أفيلانا، سانت أنجيلو ديل بيسكو.